# Peñaflor (Chile)
Město Peñaflor se nachází v Chile v Metropolitním regionu v provincii Talagante. Ve městě žije přibližně 90 tisíc obyvatel. Ve městě sídlí také závod firmy Baťa, který zde byl otevřen roku 1939. Společnost zde vybudovala i bydlení pro zaměstnance v podobě řadových domů připomínajících typické Baťovy domky.